# Attila Olgaç

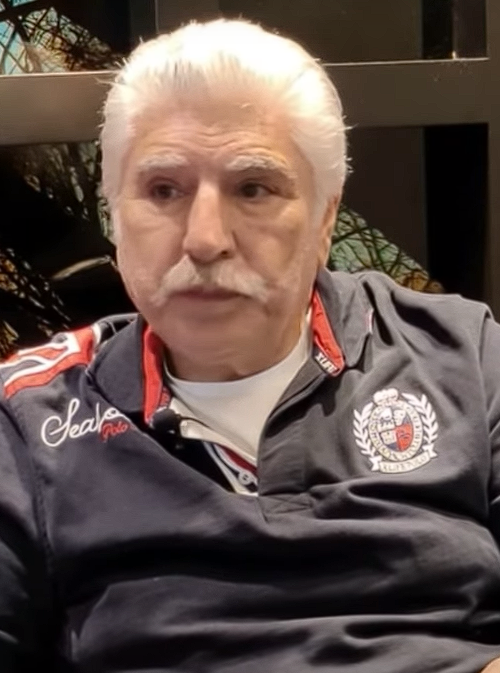
Attila Olgaç

Atilla Olgaç (Istanboel, 28 juli 1944) is een Turkse acteur.
Begin 2009 raakte Olgaç in opspraak nadat hij op de Turkse televisie had erkend zich tijdens de Turkse invasie van Cyprus in 1974 aan oorlogsmisdaden schuldig te hebben gemaakt. Hij verklaarde in totaal 10 mensen te hebben doodgeschoten, onder wie een gevangene. Hij verklaarde later dat dit niet waar was, maar dat het ging om een 'scenario'.